# Grand Bond en avant
Le Grand Bond en avant (chinois simplifié : 大跃进 ; chinois traditionnel : 大躍進 ; pinyin : Dà yuè jìn) est le nom donné à une politique économique lancée par Mao Zedong et mise en œuvre de 1958 à 1960. Constatant les difficultés à suivre le modèle soviétique, Mao entend avancer vers le socialisme en Chine en s'appuyant sur la paysannerie davantage que sur la population urbaine. Irréaliste, ce programme provoque une famine dévastatrice et entraîne la mort de plusieurs dizaines de millions de personnes, tandis que la Chine échappe de peu à l'effondrement complet de son économie.
Le Grand Bond en avant est lancé avec le Mouvement de la commune populaire. Cette campagne, qui mobilise par la propagande et la coercition l'ensemble de la population, a pour but de stimuler en un temps record la production par la collectivisation de l'agriculture, l'élargissement des infrastructures industrielles et la réalisation de projets de travaux publics de large envergure.
La Grande famine chinoise, conséquence de cette politique, est cachée si bien que les spécialistes doutent de son existence dans un contexte de guerre froide où les rumeurs sont soupçonnées d'être suscitées par le camp adverse. Alors qu'il parait au contraire acquis que le régime socialiste dirigiste a su trouver les moyens de nourrir la vaste population chinoise et de mettre fin aux pénuries alimentaires chroniques qui avaient frappé la Chine durant toute son histoire, la politique d'ouverture de la Chine initiée en 1978 remet indirectement ce discours en cause.
Des démographes français et américains ont ainsi accès au recensement de la population de 1982. Ils concluent à un « excédent de décès de 28 millions » de personnes pour la période 1958-1961, auxquels s'ajoutent 27 millions de décès pour la période 1962-1963. En plus des morts de la famine, des millions de personnes sont également mortes des coups, de la torture et des exécutions. Plus de 30 % de toutes les maisons sont détruites pendant cette campagne pour diverses raisons.
Le nombre de victimes du Grand Bond en avant varie entre 15 et 55 millions selon les estimations des historiens,,. Le Parti communiste chinois occulte encore au XXIe siècle cette période de son histoire afin de protéger son image et celle de Mao Zedong : l'accès aux archives et l'enseignement de cette période dans les universités sont interdits en Chine.

## Les origines

### La remise en cause du socialisme soviétique (1955-1957)

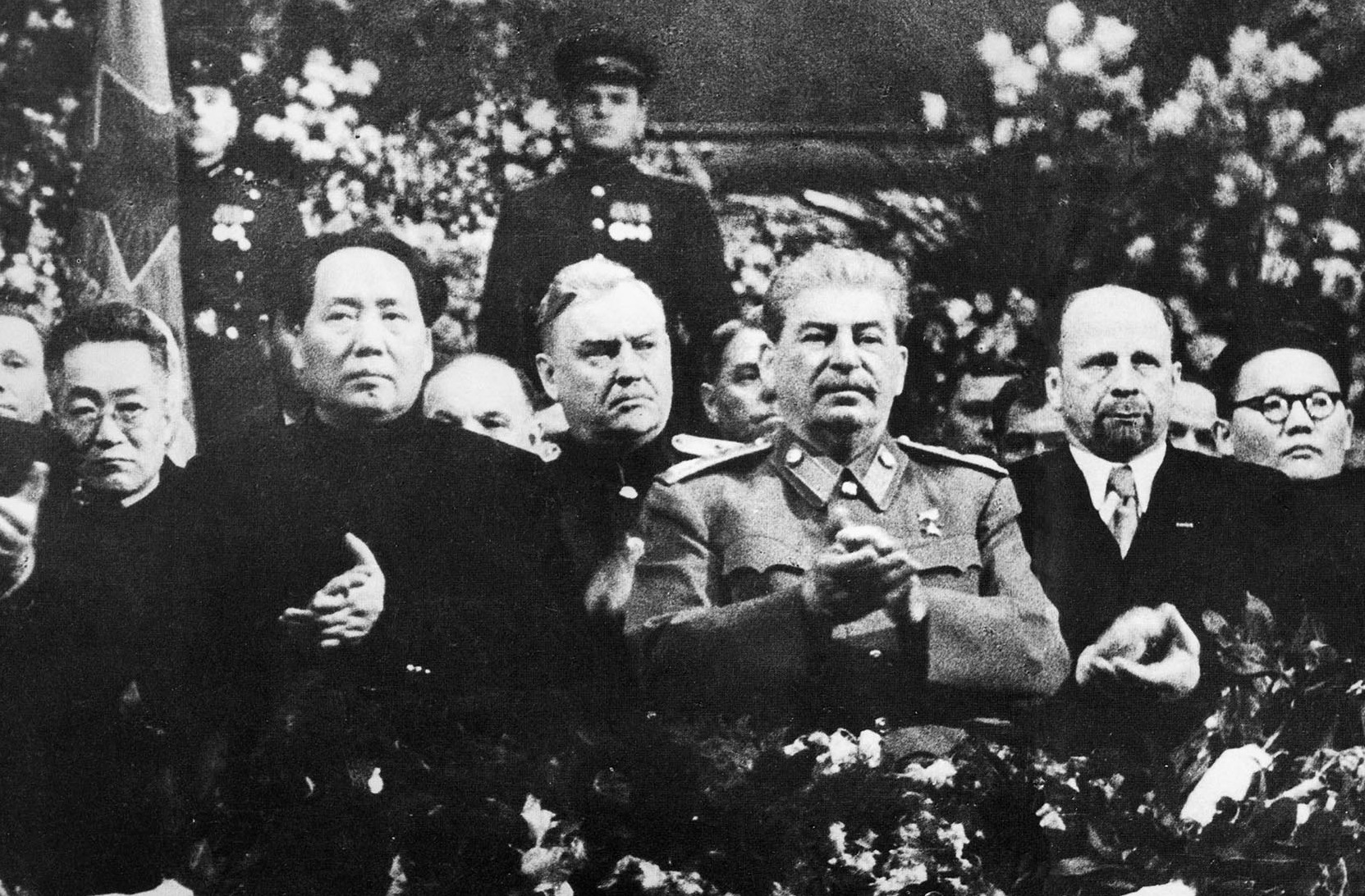
Mao et Staline en 1949.

Durant les années 1950, l'État chinois met en place un programme de redistribution des terres couplé à une industrialisation, avec l'aide technique de l'Union soviétique. Depuis le milieu de la décennie, la situation internationale s'est quelque peu stabilisée : la menace immédiate de la guerre de Corée (contre les États-Unis) et de la guerre d'Indochine (contre la France) s'éloigne. À l'intérieur, la bourgeoisie a été dépossédée de ses biens, les opposants éliminés ou emprisonnés. Pour la première fois depuis 50 ans, la Chine semble avoir un gouvernement national fort et stable.
Cependant, de l'été 1955 à l'été 1957, se déroule au sein du Parti un débat virulent portant sur la nature du projet socialiste et son rythme.
Les Chinois ont jusqu'alors copié le modèle soviétique avec zèle, puisqu'ils ont consacré la plus grande part de l'investissement au développement industriel. Dans les années 1930, les Soviétiques avaient utilisé l'exportation de produits agricoles pour financer l'acquisition des machines et de la technologie nécessaires au développement de l'industrie et pour nourrir les forces de travail urbaines en voie d'expansion. Des millions de paysans étaient morts dans les violences de la collectivisation forcée des fermes ou de la famine résultant de la volonté de prélever les surplus agricoles destinés à remplir les objectifs de l'industrialisation. Or, le cas chinois différait de l'Union soviétique sur deux points essentiels :
- en 1950, la population chinoise est 4 fois supérieure à celle de l'Union soviétique de 1920 et son niveau de vie n'en est que la moitié ;
- la productivité agricole du paysan chinois en 1958 n'est que la moitié de celle du paysan soviétique de 1928. Alors que les Soviétiques s'interrogeaient sur la manière de contrôler les surplus agricoles, la Chine était confrontée à la question de les créer.

La question se pose de poursuivre ou non une industrialisation planifiée, nécessairement déséquilibrante pour un vieux et vaste pays rural. De ce constat naît chez Mao la conviction qu'il faut adapter ce projet à la situation chinoise. Selon lui, il serait moins coûteux et plus efficace de rechercher dans la stimulation politique de la paysannerie au moins un appoint, peut-être même le substitut à un capital nécessairement rare. Ainsi, la question du pouvoir étant assurée depuis 1949, il reste à déterminer comment avancer dans la voie du socialisme. Ce débat est neuf pour les dirigeants et menace l'unité du Parti réalisée 20 ans plus tôt autour de Mao.
Enfin, ce débat est étroitement lié aux mouvements de révoltes qui agitent l'Europe orientale depuis la mort de Joseph Staline en 1953 et à la volonté d'une coexistence pacifique entre l'Est et l'Ouest promue par Nikita Khrouchtchev. La déstalinisation amorcée lors du XXe congrès du Parti communiste de l'Union soviétique et l'insurrection de Budapest de 1956 (qui succède à des troubles graves en République démocratique allemande et en Pologne) alarment Mao et marquent le début du divorce avec l'Union soviétique. La déstalinisation pose en effet problème aux dirigeants chinois car elle révèle la face cachée d'un modèle dont ils n'ont voulu voir que les succès. La relative libéralisation politique voulue par Khrouchtchev et les troubles qui s'ensuivent mettent en lumière les dangers d'un relâchement du régime en Chine.

### Les problèmes économiques et la fragilisation du régime engendrés par le Premier Plan (1953-1957)
Dès 1955, Mao est partisan d'une voie spécifiquement chinoise du socialisme qui s'appuie sur la paysannerie et passe notamment par une collectivisation accélérée. Le 31 juillet 1955 a lieu le premier discours de Mao depuis 1949 sur le problème de la coopérativisation agricole. Il préconise une accélération du mouvement et critique vivement certains camarades qui « marchent clopin-clopant, comme une femme aux pieds bandés, et ne cessent de se plaindre, disant Ah ! vous allez trop vite ». Pour Mao, la collectivisation est nécessaire pour que l'agriculture puisse contribuer efficacement à l'industrialisation du pays. C'est la majorité de la population rurale qui demanderait l'installation des coopératives : « Le mouvement socialiste de masse est sur le point de prendre un nouvel essor dans toutes les régions rurales du pays ». Quelques mois plus tard il fait paraître un ouvrage, La Nouvelle Marée du socialisme dans les campagnes chinoises, révélateur de sa manœuvre de s'appuyer sur une faction de l'appareil du Parti, les dirigeants provinciaux et de jeunes responsables pour forcer la main au Comité central, très réticent devant ses projets. Face à la mise en application par les provinces de ces coopératives dont le succès est vanté par la presse, les dirigeants sont obligés d'approuver en octobre une résolution pour généraliser les coopératives avant 1959 et 1960. Le nom donné par Roderick MacFarquhar à ce mouvement de collectivisation, ou plutôt de « coopérativisation » (hezuohua), est le « Premier Bond en Avant », car il préfigure ce qui devait être plus tard la stratégie du Grand Bond en avant.
Dès la fin de 1955, 70 millions de foyers paysans sont concernés, 93 millions en février 1956 et 110 millions en juin. À la fin de l'année, la quasi-totalité des 120 millions de foyers paysans seront « coopérativisés ». Par rapport aux coopératives déjà existantes, celles-ci seront plus larges, regroupant 100 à 250 familles au lieu d'une trentaine, et divisées en équipes de production. Les paysans conservent théoriquement la propriété de leurs terres ainsi qu'un petit terrain à usage privé. Ils sont rémunérés sur la base de leur travail. Il y a peu de révolte, et les résistances sont essentiellement passives. La campagne d'extermination des contre-révolutionnaires « cachés », développée dans tout le pays en 1955, a eu sans doute un effet d'intimidation.
Les conséquences politiques sont considérables. Ce mouvement a étendu les pouvoirs des cadres du Parti, installant une autorité directe et quotidienne sur les paysans. La mainmise du Parti sur la production et les revenus agricoles est totale grâce à l'efficacité de sa méthode de mobilisation combinant propagande, émulation et contrainte.
Mais cette politique s'avère très rapidement un échec total. Celui-ci ne résulte pas uniquement de la collectivisation mais de la pression productiviste qu'elle engendre. Non seulement on collectivise les terres, mais on demande également à la paysannerie de faire un effort inédit. C'est une gageure : les cadres manquent de formation technique, le romantisme et les incohérences de gestion provoquent la méfiance puis la réticence des paysans. La charge de travail s'intensifie alors que les cadres suppriment les lopins individuels et les marchés privés. Les défauts des coopératives sont ainsi révélés par les méthodes et les ambitions très excessives du « Premier Bond en avant ».
La mauvaise gestion, renforcée par un climat défavorable, entraîne des pertes importantes pendant l'été 1956 (10 % de la production pourrit dans les greniers). L'élevage régresse également. À l'automne 1956, l'économie urbaine subit le contrecoup de la crise agricole. Les pouvoirs publics sont obligés de réduire leurs investissements dans certains secteurs clés comme les travaux publics. L'échec du « Premier Bond en Avant » est patent et précipite la marche arrière politique.
Des mesures sont prises pour modérer le mouvement et ouvrent une période de relative libéralisation économique et politique. La situation n'est pas catastrophique car des mesures d'urgence sont prises, et seules quelques zones éloignées connaissent la famine. Mais la dimension psychologique est importante, car pour la première fois la crédibilité du régime est atteinte. Le doute commence à s'installer au sein de la population sur les méthodes et objectifs du PCC, qui avait jusqu'alors bénéficié de la sympathie d'un pays avide de paix et de stabilité – que lui avait apportées le régime pour la première fois depuis un demi-siècle.
Finalement, la différence entre ce « Premier Bond en avant » et le Grand Bond en avant tient moins au fond qu'à la durée. Mao n'est pas complètement suivi par ses collègues qui préfèrent vérifier l'efficacité de cette politique. Parce qu'il n'a pas été prolongé, le premier Bond a été beaucoup moins meurtrier.
Dès avril 1956, le Comité central repousse la poursuite du programme agricole et réclame une meilleure gestion des coopératives et une plus grande qualité de production dans l'industrie. Une directive met en garde contre l'« aventurisme » et les investissements excessifs, et décide de combattre l'impétuosité et les excès de collectivisme. Cette politique d'assouplissement économique et social est complétée par une libéralisation politique comme réponse à la crise économique et sociale. On tente ainsi de sortir de la crise par l'apaisement. Les coopératives de plus de cent foyers sont divisées et les pouvoirs des équipes de production sont augmentés. Le plan agricole de douze ans de Mao sombre dans l'oubli, suscitant une rancune tenace de celui-ci à l'égard de ses adversaires de l'époque.
En milieu urbain, des mesures sont prises pour restaurer la confiance des milieux sociaux frappés auparavant par la répression, la bourgeoisie nationale et l'intelligentsia, notamment en révisant certains procès. Dans les prisons, le régime de détention devient plus humain et le pouvoir s'efforce de ranimer la foi des intellectuels dans le socialisme, selon le mot d'ordre « Que cent fleurs s'épanouissent, que cent écoles rivalisent ! ». La période qui s'étend de l'été 1956 à l'été 1957 est certainement la meilleure qu'ait connue la presse chinoise jusqu'en 1978. On accorde aussi une attention aux conditions de travail et aux relations sociales au sein de l'entreprise. Les citadins ne sont plus considérés comme des masses qu'il faut investir dans la lutte économique ou politique mais comme des citoyens dont le sort doit être amélioré.

### Le premier malaise social et l'explosion des critiques contre le régime (1957)
Toutes ces mesures sont soigneusement contrôlées pour ne pas remettre en question les principes du régime communiste. Elles visent avant tout à restaurer le prestige et l'autorité du Parti sur une population déçue par les erreurs récentes. Mais en même temps qu'elles améliorent la situation économique, elles peuvent aussi passer pour un aveu de faiblesse ou d'hésitation, facilitant au lieu de l'interdire l'expression du mécontentement. L'assouplissement entraîne alors la détérioration du climat social. Le premier malaise social qu'ait connu la Chine populaire depuis sa fondation se développe ainsi dans les mois suivants, précédant l'explosion de critiques à la faveur de la Campagne des Cent Fleurs.
Dans les campagnes, entre 1956-1957, les révoltes sont sporadiques et localisées ; elles prennent la forme d'assassinats de cadres, de turbulences villageoises, d'inscriptions vengeresses sur les murs. C'est plutôt l'indiscipline qui caractérise la situation rurale : négligence du travail collectif, irrespect des plans de culture, refus de livrer le grain à l'État, départ des coopératives. Nombre de celles-ci ne sont plus que des structures vides qui abritent un retour progressif à l'agriculture familiale.
Dans le monde ouvrier, on dénombre 29 grèves et 56 pétitions en 1956, d'après un rapport interne de la Fédération des syndicats. Mais les manifestations violentes sont peu fréquentes. Dans ses premières années, la république populaire de Chine a connu moins de révoltes que la plupart des autres régimes communistes. Les grèves ont en général des causes locales et se déroulent dans les entreprises mixtes et dans les couches marginales du monde ouvrier. Elles sont surtout motivées par des conflits salariaux ou l'exaspération contre l'inertie bureaucratique ; elles ne prennent pratiquement jamais de caractère politique et sont en général rapidement apaisées par des concessions des autorités. En 1956, les grèves et les manifestations se multiplient mais les revendications restent modérées. Le mécontentement se traduit par des méthodes plus ordinaires et plus quotidiennes comme l'absentéisme aux réunions, les inscriptions sur les murs, les quolibets, ou le non-versement de la cotisation aux syndicats (alors que l'adhésion est pratiquement obligatoire).
Pour le pouvoir, ce mécontentement ne représente aucune menace politique. Seule est menacée la confiance de la population dans les capacités du communisme à transformer réellement sa condition — ce qui, à terme, est plus grave.
Le mécontentement politique ne revêt une allure politique menaçante que dans deux secteurs : l'intelligentsia et la jeunesse, à l'occasion de l'ouverture à la critique lancée par le PCC lui-même. En effet, pour apaiser le mécontentement et combler le fossé croissant qui sépare la population du Parti, et plus encore pour reprendre l'avantage au sein du Parti après en avoir été mis à l'écart à la suite de l'échec du Premier Bond en avant, Mao lance le mot d'ordre des Cent Fleurs. Cette campagne qui avait jusqu'alors véhiculé une campagne de libéralisation très classique constitue désormais un appel à critiquer l'appareil du parti. Cette campagne sera brève, elle durera quelques semaines, parfois quelques jours mais sera explosive. D'abord freinée par des réticences et des résistances, la campagne de rectification déclenche une explosion de critiques que le Parti s'estimera contraint de réprimer.
La deuxième moitié du mois de mai et le début du mois de juin 1957 sont dans l'histoire de la Chine communiste le premier moment où la parole s'est libérée. Il faudra attendre vingt ans et le Printemps de Pékin pour qu'un tel événement se reproduise. De toutes parts dans les catégories éduquées de la population, on dénonce l'autoritarisme et l'incompétence des cadres communistes. Les meilleurs experts du pays mettent en avant les erreurs économiques commises par le régime. On dénonce aussi le gaspillage d'argent et de main-d'œuvre, l'imitation absurde de l'Union soviétique, les privilèges dont bénéficient les membres du Parti. Ces critiques sont largement inspirées par les idées de liberté, de démocratie et de progrès. Les intellectuels ne se contentent pas de dénoncer les erreurs du régime ; ils veulent pouvoir réfléchir à leur origine : « la ligne est juste mais le Parti est imparfait ».
Face à l'ampleur de la contestation, le Comité central se ressoude et décide de réprimer durement les contestataires. La campagne « antidroitière » expédie entre 400 000 et 700 000 « droitiers » dans les camps de rééducation par le travail — qui ne diffèrent guère des camps de travail forcé. Certains membres du Parti sont également punis pour avoir été influencés par les protestataires. Dans les milieux littéraires, les écrivains révolutionnaires sont désignés comme boucs émissaires (par exemple, Ding Ling, qui avait déjà été frappée par la campagne de rectification de Yan'an en 1942, est envoyée dans un camp de travail, où elle restera jusqu'en 1975). La répression s'abat étrangement sur les cadres communistes généralement affectés à la culture ou aux problèmes ruraux. Elle s'étend aux ingénieurs, et les étudiants diplômés du secondaire sont exhortés à s'installer à la campagne.
Dès 1950, on avait commencé à purger les villes qui abritaient l'intelligentsia « blanche », « contre-révolutionnaire », « libérale » et « capitaliste ». Avec la campagne des Cent Fleurs, Mao est débordé et surpris par l'ampleur de la contestation. Le mouvement est un échec et il pénalise nombre dʼintellectuels comme « droitiers ». C'est au cours de ces événements qu'il acquiert la conviction qu'il ne peut s'appuyer sur les « experts » pour faire sa révolution. De 1957 date la rancune tenace qu'il voue aux intellectuels, mortifié d'avoir cru à tort pouvoir compter sur leurs sympathies rouges. Il en vient à tenir des propos extravagants : « les intellectuels sont les plus ignorants des hommes », « le culte de la technologie est du fétichisme », etc. Il ne lui reste plus qu'à se rabattre sur la paysannerie chinoise dont il était issu et à voir en elle la source de la sagesse et l'espoir du futur. En outre, la ville, qui était l'enfant chéri des premières années du plan quinquennal, commence à déplaire. La reprise en main des villes s'avère plus brutale mais aussi plus significative que celle des campagnes. Les Cent Fleurs marqueront le divorce définitif de Mao avec les intellectuels et le début de sa méfiance vis-à-vis de la ville. Non seulement la vie urbaine devient plus pénible et plus aléatoire mais la conception officielle de la ville commence à changer. Les grands éditoriaux dénoncent « la grande urbanisation à l'aveuglette » et on commence à relancer les industries rurales qui avaient souffert de la crise économique. Cette amorce d'une politique de développement nouvelle, plus adaptée aux réalités, sera portée au pinacle pendant le Grand Bond en avant.
Le Parti communiste chinois vient d'essuyer ses premiers échecs économiques et politiques. Le doute s'étend dans la population, la crédibilité du Parti est entamée. Il s'est coupé de l'intelligentsia qui l'a aidé à accéder au pouvoir, et la masse se méfie de sa violence. Le plus grave est sans doute que le Parti est désormais politiquement divisé sur son rôle, le rythme et l'ampleur de la socialisation, la définition des acteurs du développement économique. La campagne de rectification aggrave les divisions au sein du régime. L'écrasement des « droitiers » en juin 1957 écarte toute menace de subversion mais exacerbe les divergences internes au sein du Comité central et des comités provinciaux. C'est dans une atmosphère d'anti-intellectualisme et d'accusation que s'annonce le Grand Bond en avant. Après avoir pendant quelques semaines essayé de changer, le régime s'est raidi. Pour des raisons moins tactiques que fondamentales tenant à l'idéologie et l'histoire, il a ressenti la menace du réel et lui a répondu par une réaffirmation radicale de son propre projet : dominer, développer et transformer la Chine selon ses vues. Du côté de Mao, ses échecs successifs n'ont fait qu'aggraver sa rancœur ; son prochain coup de boutoir politique va plonger la Chine dans la catastrophe.

## L'impulsion d'une voie chinoise de développement par Mao

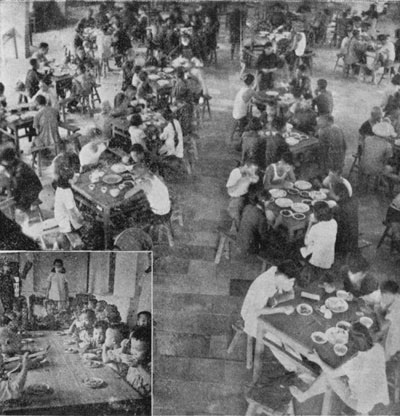
Cantine des communes populaires.

### L'élaboration doctrinale
Le Grand Bond en avant est un programme de réformes qui s'inscrit dans la « ligne générale de construction socialiste de la Chine » et définit les grandes lignes du second plan quinquennal de développement socialiste (1958-1962, le premier plan s'étant déroulé de 1953 à 1957). Son but est d'accélérer considérablement le développement économique et technique du pays tout en obtenant de meilleurs résultats que pendant les premières années du régime. Les autorités espèrent pouvoir atteindre cet objectif grâce à une utilisation plus efficace des ressources locales pour le développement simultané de l'industrie et de l'agriculture, ce qui va amener le parti à intensifier la mobilisation et l'endoctrinement des zones rurales.

### Lancement officiel

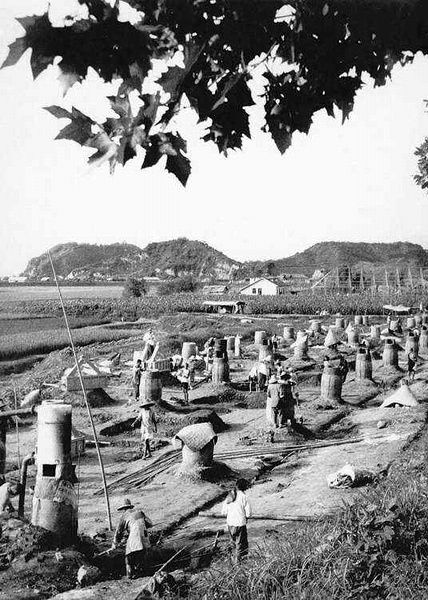
Fonderies d'acier de fond de cours en 1958.

Le Grand Bond en avant est centré sur un nouveau système socio-économique créé dans les campagnes et quelques espaces urbains : les communes populaires. À la fin de 1958, 750 000 coopératives agricoles sont regroupées en 23 500 communes, constituées en moyenne de 5 000 familles ou de 22 000 personnes. Chaque commune contrôle tous les moyens de production et opère indépendamment des autres. Le modèle prévoit que les communes seront (théoriquement) auto-suffisantes en ce qui a trait à l'agriculture, aux petites industries (dont les fonderies d'acier de fonds de cours), aux écoles, à l'administration et à la sécurité locale (via une milice). Le système est aussi basé sur l'espoir qu'il permettra de libérer des ressources pour les travaux d'infrastructure, partie prenante du plan de développement.
Le programme se met en place avec différents degrés d'extrémisme selon les régions. L'organisation est généralement paramilitaire, les cuisines et les crèches deviennent communes. Un discours emphatique sur la communauté s'oppose au modèle traditionnel de la famille. Dans certaines régions, des dortoirs communautaires sont même créés en remplacement des foyers familiaux (mais tous seront rapidement abandonnés).

### Le socialisme triomphant
Dès le début de 1959, des signes de réticence de la population commencent à se manifester. Le Parti, qui présente un rapport très positif mais faussé de la production de 1958, doit admettre qu'il est exagéré. Les conséquences économiques du Grand Bond en avant commencent à se faire sentir : pénuries de matières premières pour les industries, surproduction de biens de mauvaise qualité, détérioration des usines et des infrastructures à la suite d'une mauvaise gestion, et surtout démoralisation complète de la population, dont des cadres du parti à tous les niveaux. Des pénuries de nourriture apparaissent et dégénèrent en famine dans plusieurs régions.

### La tempête de Lu Shan (juillet 1959)
L'affaire Peng Dehuai va cependant interrompre cette évolution. Catastrophique, elle résulte de la rencontre entre la franchise d'un grand soldat et la lutte pour le pouvoir à l'intérieur du PCC.
À l'été 1959, Peng Dehuai est ministre de la Défense et membre du Bureau politique du PCC. C'est surtout l'un des créateurs de l'Armée populaire de libération de Chine, et l'un des fondateurs du régime. L'homme est respecté pour son courage et son franc-parler — qui l'ont mis en conflit plusieurs fois avec Mao. Il revient d'un voyage de son Hunan natal où il prend conscience de la tragédie du Grand Bond en avant. La famine et les mensonges des cadres scandalisent ce fils de paysan. À la différence des autres qui s'inquiètent en silence, il expose ses critiques dans une lettre ouverte et dans plusieurs interventions lors du comité de travail qui se déroule à Lushan en juillet 1959. Il y critique le « fanatisme petit-bourgeois » de ses promoteurs dont Mao Zedong, vocabulaire insupportable en ces temps de querelle avec Moscou. « Si les paysans chinois n'étaient pas bons comme ils sont, il y a longtemps que nous aurions connu un incident hongrois ». Cette intervention fait l'effet d'une bombe. Personne n'avait osé s'adresser ainsi à Mao qui choisit de l'interpréter comme une attaque personnelle et répond durement, en demandant sa démission et en suggérant que l'Union soviétique était derrière ces attaques (Khrouchtchev avait critiqué les Communes). Mao brandit en outre le spectre d'une rébellion de l'Armée populaire de libération et se dit prêt à partir à nouveau dans le maquis. Aussitôt connu le point de vue de Mao, les cadres du régime se rallient à lui. Ainsi Bo Yibo détruit un rapport très critique sur la situation du pays, donné par ses experts, et le remplace par un soutien appuyé au Grand Bond et à son instigateur Mao. Peng est abandonné, toutefois Li Rui le soutient. Peng Dehuai est contraint de démissionner et de présenter son autocritique, il est assigné à résidence. L'armée connaîtra une purge violente dans les mois suivants.
Cette affaire gardera un goût amer pour les dirigeants du PCC, puisqu'ils savaient que Peng avait raison. Désormais, la question du rôle de Mao sera au centre de la politique chinoise.
Deux conséquences immédiates résultent de cet incident : la purge de Peng balaie les efforts pour freiner le Grand Bond en avant et provoque au contraire une relance de celui-ci ; les relations sino-soviétiques sont au bord de la rupture.

## La fin et les conséquences

### La retraite (automne 1960)
L'été 1960, la récolte est encore plus désastreuse que l'année précédente. Lors d'une conférence de travail du Comité central à Beidaihe, Li Fuchun propose un « réajustement ». Ce sera en vain, mais l'idée fait son chemin. À l'automne 1960, la plupart des dirigeants — dont Mao lui-même, apparemment convaincu par Zhou Enlai — décident enfin la retraite et mettent en œuvre une série de documents pour faire face à la situation. Le malaise gagne les villes. En juin 1961, Mao fait une autocritique et rend la retraite officielle. Il reconnaît, après les derniers événements en Union soviétique, que sous un leadership malhonnête un État communiste peut dégénérer en système d'exploitation. Il conclut que le Grand Bond en avant a discrédité la notion de progrès exceptionnel réalisé avec le concours de la masse mais il réaffirme sa conviction dans la mobilisation des masses pour prévenir toute sorte de dégénérescence bureaucratique de la révolution comme elle a pu survenir en Union soviétique.
Lorsque les dirigeants admettent enfin l'ampleur du désastre, les demi-mesures ne suffisent plus. C'est la survie du pays et du régime qui est en cause. Trois « coups de barre à droite » seront effectués dès l'hiver 1960 qui rétabliront la situation économique, comme la réduction de la taille des communes et la restauration des lopins privés. Mais ces mesures introduiront de nouveaux facteurs de discorde avec la campagne de rectification contre les dirigeants coupables d'erreurs gauchistes et autoritaires. En juillet 1962, Deng Xiaoping prononce deux phrases célèbres : « Si elle augmente la production, l'agriculture privée est tolérable. Peu importe que le chat soit noir ou blanc pourvu qu'il attrape des souris ».
Dans les villes, on étend le rationnement, on diminue les horaires de travail. À l'heure du déjeuner, les lycéens reçoivent des décoctions de feuilles d'arbres et font une sieste. Les autorités diffusent de nombreux ersatz mais la mortalité augmente. À la campagne, la situation est plus grave. La plus grande partie du pays connaît la famine entre 1960 et 1962. Les provinces du Nord sont plus touchées, du fait d'une sécheresse de trois ans. Même dans les régions plus favorisées comme le Guangdong, on manque de bois pour les cercueils.
Les réactions populaires ne sont pas à la mesure de la tragédie, aucune rébellion ne prend de l'ampleur. La relative passivité populaire s'explique d'abord par le souci de parer au plus pressé, d'échapper à la famine. Mais l'appareil communiste supporte le choc car l'Armée est là pour écraser les émeutes, même si elle prend part aussi à la relance de la production (120 000 soldats sont envoyés aux champs de mars à septembre 1960).

### La catastrophe économique, écologique et humaine
Dans les faits, l'élan du Grand Bond en avant a augmenté au lieu de diminuer le privilège dont bénéficiait l'industrie lourde. Par exemple, la production d'acier croît de 5,3 à 18 millions de tonnes grâce aux statistiques mensongères et au fonctionnement à plein régime des usines. Le coût de cette augmentation est non seulement financier mais surtout humain : on épuise les ouvriers et l'industrialisation des campagnes provoque un exode rural.
La manie des objectifs statistiques nuit à la qualité de la production. Ainsi, au moins 3 millions de tonnes d'acier sorties des hauts fourneaux en 1959 se révèlent inutilisables. De nombreuses machines ne pourront jamais être mises en marche. Épuisé par les efforts fournis, l'appareil industriel s'effondre en 1961 et 1962. L'industrie ne retrouvera son niveau de 1960 qu'à partir de 1966.
La catastrophe agricole est sensible dès 1959 malgré de bonnes récoltes en 1958 grâce aux conditions climatiques exceptionnelles. La production céréalière paraît augmenter de 185 à 195 millions de tonnes de 1957 à 1958 mais dès 1959, elle tombe à 175 millions de tonnes. En 1960, elle plonge à 150 millions de tonnes. Elle ne retrouvera qu'en 1963 son niveau de 1957 (dans d'autres provinces plus touchées, il faudra attendre parfois 1968, comme au Henan). Dans certains districts, la production redescendra en dessous de son niveau de 1949. L'économie chinoise a perdu cinq à dix ans ; des dommages ont été irréparables, tels la salinisation des sols ou l'épuisement de terroirs.
Jasper Becker, un journaliste, fait le récit de ce drame humain dans son ouvrage Hungry Ghosts, après recueil de témoignages dans la province du Henan. 1960 est sans doute l'année la plus sombre de l'histoire de Chine. Les paysans ont été les principales victimes de la famine. Les corps gisent dans les champs en friche, les survivants sont trop faibles pour les enterrer. Ils sont à quatre pattes pour chercher des graines sauvages à manger. D'autres sont accroupis dans les mares et fossés pour chasser les grenouilles et ramasser des herbes. Alors que c'est l'hiver, les gens sont légèrement habillés, les vêtements sont tenus par des brindilles et fourrés de paille. Certains ont l'air en bonne santé, le visage bouffi par les œdèmes, les autres sont d'une maigreur squelettique. Les plus faibles s'écroulent sans un mot ou dans leur sommeil. Il règne un silence inhabituel car il n'y a plus de bœufs (abattus), plus de chiens (mangés). Les poulets et les canards ont été confisqués par les cadres du Parti. Il n'y a plus d'oiseaux, ils ont été pourchassés et tués, plus de feuilles et d'écorce sur les arbres, les rats et les souris sont mangés ou morts de faim. On n'entend plus les cris des bébés, les femmes n'arrivant plus à donner naissance. Les enfants les plus jeunes sont sacrifiés, surtout les jeunes filles, car on donne leurs rations aux aînés. Il n'y a plus de bois aux portes et aux fenêtres, il a été utilisé comme combustible pour les petits hauts fourneaux ruraux. Plus d'édredons, mangés ou confisqués. On ne peut pas faire du feu, car on ne peut plus manger à la maison du fait des cantines collectives. Les plaques de cuisine, les poêles et les casseroles sont fondus. Quand les gens arrivent à faire des galettes avec des herbes, ils sont battus. Deux fois par jour, ils font la queue devant la cantine pour un bol de gruau mélangé avec des patates douces et des navets, des épis de maïs moulus et des mauvaises herbes. Les vieux, toujours à l'arrière, n'ont plus rien.
Les cadres du Parti communiste chinois sont mieux lotis. Par exemple, l'écrivaine chinoise Jung Chang indique que son père, un des cadres supérieurs du Parti, recevait des tickets de rationnement bien plus importants que ceux des citoyens ordinaires. Les premiers à mourir sont les paysans riches et ceux trop faibles pour travailler. On cache les morts pour conserver les rations. Mao a envoyé des équipes de cadres pour partir à la recherche des cachettes. On bat ceux qui mangent des graines dans les champs. La famine provoque la réapparition du cannibalisme sur une grande échelle : les familles échangent les enfants pour les manger (yizi er shi 易子而食 : « échanger les enfants pour se nourrir », expression chinoise ancienne), certains découpent de nuit des cadavres pour manger. Ceux qui se révoltent sont abattus.
La période de famine fut à l'époque appelée « les Trois Années de Désastres Naturels », car elle était officiellement imputée aux intempéries qui sévirent à ce moment et amplifièrent la crise agricole. Ce nom n'est quasiment plus utilisé en Chine puisqu'il est avéré que la famine était bien plus due à une mauvaise politique économique qu'aux phénomènes naturels. On l'appelle maintenant la « famine du Grand Bond »[réf. nécessaire].
En outre, des dizaines de barrages construits pendant le Grand Bond en avant dans la région Zhumadian du Henan se sont effondrés en 1975, entraînant l'une des pires catastrophes technologiques de l'histoire, qui a causé la mort de 85 600 à 240 000 personnes,,,.
En mars 1961, Liu Shaoqi regrette publiquement que la conférence de Lu Shan n'ait pas rectifié les erreurs du Grand Bond en avant. En mai 1961, il effectue une tournée dans sa province d'origine, le Hunan, il retourne dans son village natal où il a des contacts directs avec les villageois. Onze personnes sont mortes dans les deux derniers mois; il va dans les familles, pose des questions et comprend le mécanisme de la « tragédie : les politiques trop volontaristes, les prédations des cadres de base, les gaspillages des cantines, l'épuisement des corps ». Son positionnement change alors et il se « [départ] de sa prudence habituelle ». Il affiche désormais sa conviction : la catastrophe est d'origine humaine et les origines naturelles sont secondaires.
Le Grand Bond en avant se termine sans confrontation contrairement à 1957 et la phase de libéralisation, mais par des gémissements. Ces huit années de 1958 à 1965 sont des années de transition majeure dans la révolution chinoise. Jusqu'en 1949, prévaut l'« unité de Yan'an », c'est-à-dire le consensus entre dirigeants du Parti pour mener à bien la transformation de la Chine. À partir de 1949-1957, on voit l'émergence des conflits mais ils sont traités de manière à préserver l'unité au sein des élites et maintenir l'élan révolutionnaire. Malgré la contestation de nombreux citoyens, le prestige du Parti et du nouveau système reste grand car leurs politiques ont permis de rendre la Chine plus forte et plus riche, un tel résultat nécessitant des sacrifices. C'est précisément ce prestige que le Parti perd entre 1958 et 1965.
Avec le Grand Bond en avant, le régime a compromis, peut-être de manière définitive, le crédit des idées communistes dans la population et surtout chez les paysans, hostiles à toute tentative de recollectivisation. Ce désastre a accéléré le fractionnement politique du PCC. Deux modèles distincts s'opposeront de manière intensive jusqu'à la mort de Mao : le premier, inspiré de l'URSS et de la critique des échecs maoïstes, combinant autorité politique absolue et souci des réalités objectives ; l'autre, appuyé sur l'utopisme obstiné de Mao. Les seuls dirigeants fidèles à Mao après le Grand Bond en avant sont sa femme, Jiang Qing, Lin Biao qui a remplacé Peng Dehuai, Kang Sheng et Chen Boda. S'ouvre une période d'empêtrement dans des coalitions politiques et des intrigues de succession. Cette lutte entre les deux lignes plongera la Chine dans une nouvelle catastrophe.

### Les responsabilités
La mise en œuvre de la stratégie pensée par Mao commence dès le mois de décembre 1957 avec le lancement d'objectif trop ambitieux. La politique économique connaît une véritable dégénérescence à laquelle on peut trouver deux raisons : 
1. L'emballement de la faction maoïste qui trouve dans les appareils provinciaux et locaux des instruments disciplinés voire serviles.
2. La dégradation des rapports entre le Parti et les masses : les leçons du premier bond n'ont pas été entendues, le Parti poursuit son plan sous la férule de Mao en répétant et amplifiant les mêmes erreurs que lors du premier bond.

Le Parti adhérait à l'idée romantique que le peuple allait permettre le développement de la production, que l'esprit jouait un rôle plus important dans la production que le facteur économique, qu'une population inspirée pouvait par simple mise en commun de ses forces de travail être plus efficace. Les communistes n'avaient-ils pas réussi à faire la Longue Marche et à prendre le pouvoir en Chine en franchissant des obstacles qu'on disait infranchissables, et ce grâce à la mobilisation des masses ? Mao pensait que les Chinois pouvaient accomplir un autre miracle grâce à l'utilisation massive de la main-d'œuvre. Or cette main-d'œuvre laborieuse fut gaspillée par l'absence d'amélioration de la technique et de l'outillage, une mobilisation non calculée et inefficace.
En outre, ce mouvement ne suscita pas l'enthousiasme que voulait la propagande. Les paysans acceptaient mal d'être dépouillés de leur matériel, de leur bétail au profit d'une unité plus vaste aux dirigeants lointains et mal connus, comme de se voir supprimer toute activité privée. Il leur arrivait de prendre les devants, de couper leurs arbres, d'abattre leurs bêtes, de vendre leur réserve de grains.
La mise en place de l'utopie n'a été possible qu'avec l'instauration de la terreur policière dans la société. Les communes populaires furent une création volontaire, le résultat d'une manipulation politique délibérée facilitée par la servilité de la population et son obéissance à l'autorité.
Les révoltes paysannes, pourtant caractéristiques de l'histoire chinoise, ont été extrêmement peu nombreuses, peut-être parce que les paysans ont d'abord fait confiance au pouvoir et que, lorsqu'ils se sont rendu compte des effets de la politique, ils étaient trop affaiblis par la famine. De plus, la censure des journaux et de la correspondance empêche la population de se rendre compte de la situation du pays. Des attaques de trains de céréales se sont cependant produites. Mais lorsque les miliciens, eux-mêmes conscients de la gravité de la famine, refusaient de tirer sur les émeutiers, leurs chefs étaient condamnés à mort. Généralement, la répression a été très sévère pendant toute la période.
Ce sont les unités locales qui ont assuré le contrôle de la population et ont dirigé concrètement l'appareil de production, sur les instructions du Centre qui définissait les orientations et l'affectation des moyens. Le délire économique et le mensonge politique ont composé le schéma du Grand Bond en avant. Becker montre les sommets de folie atteints lors de ces trois années terribles. La famine a renforcé les privilèges des cadres, aboutissant à une sclérose encore plus grande du système. Lu Xianwen, secrétaire du Parti de la préfecture de Xinyang, l'une des plus touchées par la famine, commandait des repas de vingt-quatre plats lorsqu'il allait en visite dans les campagnes. Après le plénum de Lushan, ce secrétaire modèle a déclaré que la récolte avait atteint 3,92 millions de tonnes, soit le double de la réalité. Ce qui signifie que les livraisons à l'État ne laisseront pratiquement plus rien aux paysans. Dans le district de Guangshan qui dépend de la préfecture, les cadres ont déclaré une récolte de 239 280 tonnes et ont fixé les livraisons à l'État à 75 000 tonnes, alors que la récolte réelle n'était que de 88 392 tonnes. Lu Xianwen, voyant que les paysans rechignaient à se délester de leurs grains, pour éviter une mort certaine, a dit alors : « Il y a abondance de céréales, mais 90 % des gens ont des problèmes idéologiques ».
Plus les chiffres affichés étaient hors de portée, plus le mensonge devenait pour les cadres le seul comportement possible : le doublement des rendements en un an n'était imaginable que sur le papier. Les experts n'étaient pas considérés comme indispensables et compétents, chaque homme pouvait avoir sa propre « expertise ». La méfiance de Mao par rapport au centralisme bureaucratique renforça sa volonté de décentraliser l'économie. Après le démantèlement du bureau central des statistiques, le pouvoir naviguait à vue, informé par des rapports exagérés rédigés par des cadres locaux ambitieux qui eux-mêmes ne savaient guère ce qui se passait. La décentralisation ira si loin qu'au lieu d'encourager la diffusion des meilleurs résultats des provinces, on a poussé à l'autosuffisance. Certaines provinces produisaient leur propre acier dans les arrière-cours. La prédominance du pouvoir local avec des communes omnipotentes et à usages multiples (supervision des brigades, gestion financière, santé, vie culturelle, et tous les aspects de la vie paysanne) rendait difficile le retour à un programme méthodique de direction centrale dirigée par les ministres et les spécialistes, nécessaire à toute organisation économique. La hausse arbitraire et continuelle des objectifs de production a contraint les autorités locales et centrales à une improvisation permanente, sur un fond de bureaucratie pléthorique avide d'ambitions, soucieuse de sa réputation et de sa carrière et craignant de perdre ses privilèges.
Selon Becker, il s'agit d'une tragédie provoquée par des décisions politiques et non pas, comme le voulait la version officielle jusqu'à 1980, par des « calamités naturelles » dont les météorologues ont nié l'existence. Personne ne sort indemne de la tragédie, pas même les dirigeants qui deviendront pendant les années 1980 les symboles de la libéralisation du régime. Ainsi, Hu Yaobang, à l'époque secrétaire général de la Ligue de la jeunesse communiste, qui avait été envoyé par Mao au Hunan, a affirmé qu'il n'y avait pas de famine et critiqué la politique de redistribution des terres inaugurée par Zeng Xisheng. Il s'en est excusé en 1980. Zhao Ziyang ne s'en tire pas mieux puisque, cadre de l'agriculture au Guangdong à l'époque, il a été le premier à organiser des équipes anti-dissimulation qui forçaient les paysans à donner leurs dernières céréales au gouvernement. C'est ainsi qu'il a attiré l'attention de Mao. Mais la responsabilité majeure revient à Mao et à son entêtement, surtout après l'Affaire Peng qui l'a vu incapable de reconnaître que Peng avait raison.
À l'étranger, la plupart des critiques sur le Grand Bond en avant furent le fait d'observateurs basés à Hong Kong. L'auteur de l'article « China » (1959), W. E. B. DuBois, visita la Chine durant le Grand Bond en avant. Il ne rapporta aucune observation accréditant les critiques liées à la famine induite par le Grand Bond en avant. Anna Louise Strong visita aussi la Chine durant cette période et écrivit When Serfs Stood Up in Tibet pour relater ses observations. Ces deux auteurs étaient guidés comme des touristes et leur voyage était organisé et supervisé par les autorités chinoises, ce qui rend leurs témoignages peu fiables. C'est seulement au début des années 1980 que les critiques sur le Grand Bond en avant devinrent plus précises : la fonctionnaire du gouvernement américain Judith Banister publia ce qui devait devenir un article essentiel dans China Quarterly[réf. nécessaire]. Les estimations de la presse américaine élevèrent à 30 millions le nombre de morts de la famine issue du Grand Bond en avant.

### Nombre de victimes
Les autorités chinoises ont tout mis en œuvre pour occulter la vérité, celle-ci n'est mise à jour que progressivement. Les chiffres varient encore en fonction des ouvrages et des historiens, ce qui traduit bien le mystère entourant cet événement. John King Fairbank, qui qualifie le Grand Bond en avant d'« un des plus grands cataclysmes de l'histoire de l'humanité », voire le plus grand, avance les chiffres de 20 à 30 millions de morts imputables à la famine et à la malnutrition. Au moins 15 millions de morts précise quant à elle Marie-Claire Bergère. Yang Jisheng évoque 36 millions de morts et un déficit de 40 millions de naissances et Jon Halliday 38 millions de morts. En milieu rural, la famine a provoqué la mort de 18 à 23 millions de personnes,.
L'historien chinois Yu Xiguang, qui a réalisé vingt années de recherches en rassemblant plus d'archives que toutes les autres études, estime 55 millions de morts sur une population de 650 millions. Frank Dikötter, historien de l'université de Hong Kong, estime que 45 millions de Chinois ont péri dans la famine de 1958 à 1962, avec des millions d'entre eux battus à mort, un bilan selon lui comparable à la totalité de la Seconde Guerre mondiale ce qui fait que « Mao avec Staline et Hitler, est l'un des plus grands meurtriers de masse du XXe siècle ».

#### Méthodes de calcul et fiabilité des chiffres
Joseph Ball met en doute la fiabilité du chiffre de 16,5 millions de victimes du Grand Bond en avant rendu public par des sources chinoises officielles : il évoque le fait que ce chiffre a été publié dans le cadre d'une campagne idéologique menée par le gouvernement de Deng Xiaoping contre l'héritage du Grand Bond en avant et de la révolution culturelle. Il fait remarquer qu'« il n'y a, apparemment, aucun moyen de vérifier, de façon indépendante, ces chiffres, en raison du grand mystère qui entoure la façon dont ils furent recueillis et conservés 20 ans durant avant d'être communiqués au grand public ».
Pour le professeur australien Mobo Gao, qui cite Utsa Patnaik, le nombre de morts de la famine du Grand Bond en avant est gonflé au moyen de méthodes de calcul douteuses. Dans le calcul de la mortalité liée à la famine, certains chercheurs intègreraient non seulement la hausse du taux brut de mortalité (ce qui est normal) mais aussi les naissances en moins résultant d'une baisse du taux de natalité.

### Révisionnisme du gouvernement chinois
L'histoire officielle promue par le parti communiste chinois empêche l'accès aux archives, interdit l'enseignement de cette période dans les universités et escamote son évocation dans les musées. Cette censure permet d'éviter toute critique de Mao Zedong qui est le pilier principal du parti communiste au pouvoir et toute remise en question de ce dernier.
De même, l'historienne chinoise Zhou Xun, auteur de The Great Famine in China, 1958-1962 paru en 2012, a constaté que les archives qui lui ont permis de sourcer son ouvrage ont été refermées.

## Conclusion
La « tragédie » du Grand Bond en avant, qui a causé la mort de 20 à 43 millions de personnes, a pu être dissimulée au monde pendant vingt ans. Le secret de la « grande famine de Mao » — selon les termes de Jasper Becker — sera bien gardé. La révolution culturelle, qui a pourtant fait un nombre moindre de victimes mais a frappé beaucoup plus durement les membres du parti communiste chinois, est toujours considérée, notamment en Chine mais aussi à l'étranger, comme la plus grande catastrophe de l'histoire de la république populaire de Chine et la plus grave erreur commise par Mao Zedong.
C'est seulement au début des années 1980 que les critiques sur le Grand Bond en avant devinrent plus précises. Après la mort de Mao et les réformes économiques chinoises entamées sous Deng Xiaoping, le consensus se dégageant au sein du gouvernement chinois fut que le Grand Bond en avant était un désastre économique majeur causé par le culte de la personnalité sous Mao Zedong, et une de ses plus graves erreurs depuis la fondation de la république populaire de Chine.
Le modèle proprement chinois destiné à se démarquer du grand frère soviétique voulu par Mao est incontestablement un produit de l'orthodoxie marxiste-léniniste. Si le Grand Bond en avant marqua une rupture avec l'URSS, le programme empruntait de nombreux éléments de l'histoire de l'URSS : collectivisation des exploitations agricoles, culte de la productivité rappelant le stakhanovisme, etc. On connaît les excès provoqués par les équipes ouvrières soviétiques lors de la réquisition des grains pendant le « communisme de guerre ». On connaît moins l'histoire des « équipes anti-dissimulation » qui allaient chercher les céréales prétendument dissimulées par les paysans dans les villages chinois. Becker révèle aussi que les « huit points » sur l'agriculture établis par Mao en 1958 visaient en fait à appliquer les théories de Lyssenko à toute l'agriculture chinoise (planter serré, labourer profond, etc.), même les plus improbables (croiser les espèces les plus étonnantes, notamment le coton et la tomate afin d'obtenir du coton rouge). [réf. nécessaire]
Le Grand Bond en avant est donc le premier échec grave du régime. La ligne de fracture s'est approfondie au sein du Parti. À partir de 1958, le régime communiste chinois évoluera non plus au rythme de ses avancées, mais de ses échecs et de ses crises. Mao reconnaît sa responsabilité et se retire à Shanghai pour se remettre de ses blessures… et préparer son retour. Mao est en colère de voir son prestige et son autorité très diminués, et ses collègues prendre le contrepied de sa politique. Il est écarté du pouvoir, cantonné au rôle de figure tutélaire du régime. Son obsession de la « dégénérescence » de la révolution — et la nécessité de la revivifier, par la destruction des structures existantes si besoin est — ne va aussi cesser d'augmenter.
Ainsi, l'échec du Grand Bond en avant va déboucher sur une autre manœuvre de Mao pour reprendre les rênes du pouvoir et éliminer ses adversaires au sein de l'appareil du Parti : la machine de la révolution culturelle qui détruira le Parti, plongera la Chine dans le chaos ; elle permettra à Mao de revenir à la tête du pays jusqu'à sa mort en 1976.
Pour Jean-Luc Domenach, trois événements sont importants dans l'histoire de la Chine populaire ; le Grand Bond en avant, la révolution culturelle, la mort politique de Mao. Les deux derniers événements sont la conséquence directe du premier : « Le Grand Bond en avant constitue donc à la fois le premier échec grave du communisme en Chine et le point de départ d'une série de cataclysmes politiques ».